# Chilkur, Belur
Chilkur là một làng thuộc tehsil Belur, huyện Hassan, bang Karnataka, Ấn Độ.